# François Blondel (dirigeant d'entreprise)
 (février 2023).
 (septembre 2023).
L'article doit être relu — et modifié si nécessaire — par des contributeurs indépendants pour apporter un regard critique aux contributions effectuées en violation des conditions d'utilisation de Wikipédia, tant sur la forme (notamment concernant le style encyclopédique, la proportionnalité) que sur le fond (la neutralité de point de vue, la qualité et l'indépendance des sources).
Pour les articles homonymes, voir François Blondel (homonymie) et Blondel.
François Blondel est un entrepreneur et dirigeant d’entreprise principalement actif dans les secteurs de la santé et des technologies. Il est directeur général de KitoZyme, fondateur de KiOmed Pharma et vice-président d'OncoDNA.

## Biographie

### Naissance et éducation
François Blondel est né le 10 août 1963 à Gand en Belgique. Il est le fils aîné d’Alfred Blondel, ancien homme d'affaires et ensuite artiste-sculpteur. Un de ses trois frères, Vincent Blondel, fut recteur de l'université catholique de Louvain (UCLouvain).
François Blondel est licencié en droit et diplômé de l’Institut des Sciences Economiques Pures de l'UCLouvain en 1987.

### Carrière

#### 1990 à 2010
En 1990, François Blondel rejoint le département financier de la société pétrolière et pétrochimique Petrofina qui a par la suite été acquise par l'entreprise pétrolière française TotalEnergies. Entre 1991 et 1995, il exerce aux Etats-Unis pour la holding regroupant les activités américaines du groupe.
En 1999, il devient directeur financier puis directeur général de la société biotechnologique IBt (International Brachytherapy), société cotée en bourse spécialisée dans le traitement du cancer par radiothérapie et plus particulièrement la brachythérapie. Il quitte IBt en 2010 et revend ses parts à la suite de l’acquisition d’IBt par le groupe allemand Eckert & Ziegler.

#### À partir de 2010: création d'entreprises en Life Sciences
En 2012, François Blondel cofonde OncoDNA (en), une entreprise de théranostique du cancer. Bien que la société ait été deux fois récompensée par des prix, sa situation financière montre cependant des pertes importantes.
En 2013, François Blondel devient directeur général de KitoZyme, une spin-off de l'université de Liège qui fabrique des dispositifs médicaux et des compléments alimentaires à base de chitosan végétal. KitoZyme décroche en 2015 le « Biotech Award » de Deloitte Technology Fast 50 et est première exportatrice wallonne de l’AWEX en 2020,.
En 2014, François Blondel crée KiOmed Pharma, une filiale biomédicale de KitoZyme qui a développé un traitement de l’arthrose du genou,.
En 2015, il reprend et relance, avec Cédric Szpirer, la société Delphi Genetics, une des deux premières spin-off créées en 2001 par l’Université Libre de Bruxelles, et en devient l'administrateur-délégué et président du conseil d’administration. En 2021, Delphi Genetics est vendue à l'entreprise pharmaceutique américaine Catalent.
François Blondel investit dans les années 2010 dans plusieurs start-ups wallonnes, essentiellement dans les domaines de la santé et de la technologie,.

#### Mandats d'administrateur
François Blondel est vice-président du conseil d’administration de OncoDNA et a été administrateur indépendant de la Compagnie du Bois Sauvage dont il a démissionné dans des circonstances peu claires. Il est administrateur de Sopartec depuis 2001 et a aussi été Président des conseils d’administration du Certech et de Uniteq et administrateur d’Amonis, de Recticel (nl), de Nanocyl, de CODIC, d’Ovizio Imaging Systems, de Casterman Printing et de Evadix.

### Vie privée
François Blondel est marié et père de 4 enfants.

## Implication sociétale
François Blondel est membre des conseils d’administration de Essenscia Wallonie et de l’UWE, depuis 2019,. Il a été Vice-Président du conseil d’administration de Biowin, le pôle de compétitivité de la Wallonie, et membre du conseil d’administration de l’AWEX.
François Blondel est aussi impliqué dans les causes entrepreneuriales et sociétales. Il a été membre du conseil d’administration de Women on Board, du Caring Entrepreneurship Fund de la fondation Roi Baudouin et de l’ASBL 100.000 entrepreneurs,.
En 2020, François Blondel intègre le projet « Belgium's 40 Under 40 », version belge des « 40 under 40 » chargé de procéder à la sélection des futurs leaders belges de moins de 40 ans.

## Travaux et publications
François Blondel a contribué, avec 14 autres entrepreneurs belges, à l’ouvrage We need AIR en 2009. Il a également contribué à l’ouvrage  La décision : entre passion et raison de Jean Mossoux avec la collaboration d’Alain Hubert en 2006,.